# Чо Док Чин
Чо Док Чин (кор. 조덕진; род. 20 февраля 1983) — корейский боксёр, представитель средней весовой категории. Выступал за сборную Южной Кореи по боксу во второй половине 2000-х годов, серебряный призёр чемпионата Азии, участник летних Олимпийских игр в Пекине.

## Биография
Чо Док Чин родился 20 февраля 1983 года в Южной Корее. Занимался боксом во время службы в Вооружённых силах в городе Соннам.
Первого серьёзного успеха на взрослом международном уровне добился в сезоне 2005 года, когда вошёл в основной состав южнокорейской национальной сборной и побывал на чемпионате Азии в Хошимине, откуда привёз награду серебряного достоинства, выигранную в зачёте средней весовой категории — в решающем финальном поединке уступил таджику Джахону Курбонову.
В 2006 году стал бронзовым призёром Кубка короля в Бангкоке и выступил на Азиатских играх в Дохе, где на стадии четвертьфиналов был остановлен представителем Казахстана Бахтияром Артаевым.
На азиатском первенстве 2007 года в Улан-Баторе уступил в четвертьфинале узбеку Эльшоду Расулову, тогда как на чемпионате мира в Чикаго в 1/16 финала проиграл Бахтияру Артаеву.
В 2008 году взял бронзу на Кубке президента в Тайбэе, где был побеждён в полуфинале венесуэльцем Альфонсо Бланко. Стал вторым на азиатской олимпийской квалификации в Астане, уступив здесь только индусу Виджендеру Сингху — благодаря этому удачному выступлению удостоился права защищать честь страны на летних Олимпийских играх в Пекине. Боксировал на Играх в категории до 75 кг, уже в первом поединке со счётом 3:9 потерпел поражение от тайца Ангкхана Чомпхупхуанга и сразу же выбыл из борьбы за медали.
После пекинской Олимпиады Чо ещё в течение некоторого времени оставался в составе боксёрской команды Южной Кореи и продолжал принимать участие в крупнейших международных соревнованиях. Так, в 2009 году он боксировал в среднем весе на мировом первенстве в Милане — уже на стадии 1/32 финала по очкам проиграл представителю Молдавии Виктору Котюшанскому.